# 松村義一

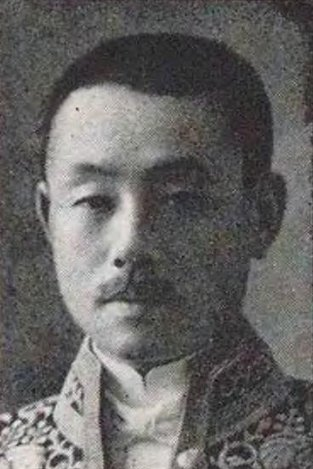
松村義一

松村 義一（まつむら ぎいち、1883年（明治16年）9月7日 - 1959年（昭和34年）1月6日）は、明治末から昭和前期の内務官僚、政治家。憲政会系官選県知事、貴族院勅選議員。

## 経歴
山口県都濃郡、現在の下松市で商業・松村冷蔵の長男として生まれる。山口中学校、山口高等学校を経て、1909年（明治42年）7月、東京帝国大学法科大学法律学科（英法）を卒業。1910年（明治43年）11月、文官高等試験行政科試験に合格。内務省に入り、神奈川県属として内務部地方課に配属された。
1911年（明治44年）4月、神奈川県試補となる。以後、佐賀県事務官、同県視学官、鳥取県視学官、石川県警察部長、広島県警察部長、警察講習所教授兼内務省参事官、山形県内務部長、和歌山県内務部長などを歴任。
1924年（大正13年）7月、大分県知事に就任。1925年（大正14年）9月、内務省警保局長に転じ、1927年（昭和2年）4月まで在任し退官した。同年同月18日、貴族院勅選議員に任じられ、公正会に属し1946年（昭和21年）6月18日まで在任。1931年（昭和6年）4月から同年12月まで、第2次若槻内閣の商工政務次官を務めた。
戦後、1946年6月から1951年（昭和26年）8月まで公職追放となった。1959年1月6日死去。享年75。

## 親族
- 妻：松村好子（子爵・勘解由小路資承の三女。副島種臣の外孫）[1][6]
  - 次男：勘解由小路資淳（出生名・松村淳二。武者小路実篤の養子となった後、勘解由小路家を継ぐ）[6]
- 義弟：志賀直哉（妻・好子の姉である康子の夫）[6]

## 伝記
- 高村坂彦・近藤英明編『松村義一先生追想録』高村坂彦・近藤英明、1975年。